# Deinopis anchietae
Deinopis anchietae är en spindelart som beskrevs av Brito Capello 1867. Deinopis anchietae ingår i släktet Deinopis och familjen Deinopidae. Inga underarter finns listade i Catalogue of Life.